# Pałąk
Pałąk – wzgórze (284,1 m n.p.m.) w południowo-zachodniej Polsce, we Wzgórzach Strzelińskich, na Przedgórzu Sudeckim.